# Takashi Koura
Takashi Kora (高良隆志, Kōra Takashi) (Fukuoka, 31 de Dezembro de 1965) é um ator, dublê, coreógrafo e arquiteto japonês. Ficou conhecido no Brasil por interpretar Lúcifer em Cybercop, série de 1988/89.
Koura é membro do Japan Action Club (atual Japan Action Enterprise) há mais de 20 anos. Dublê profissional formado pela academia, é especialista em hipismo, taiko, luta de cena e dança japonesa, além de ser faixa preta em karatê.
Em Ultraman Tiga, de 1996/97 interpretou o personagem Masaki Keigo em três episódios. Em um deles, se transforma no vilão Evil Tiga. 
Atuou também no filme O Último Samurai, com Tom Cruise, além de atuar nas cenas de ação como dublê.
Hoje em dia, trabalha como professor de luta com espadas e tem uma empresa de arquitetura chamada HG Planning (fonte: Wikipedia japonesa).